# Адам Ланг
Адам Ланг (мађ. Lang Ádám; Веспрем, 17. јануар 1993) је мађарски професионални фудбалер који игра на позицији централног бека за Омонију и репрезентацију Мађарске.

## Клупска каријера

### Ђер
Рођен у Веспрему, Ланг је 2012. потписао клуб из Мађарске лиге Ђер ЕТО ФЦ.
Свој први гол у мађарској Првој лиги постигао је у сезони 2013/14 против Мезекевешда у 28. минуту на ЕТО Парку.

### Видеотон
Дана 24. јуна 2015, Ланг је потписао за прволигашки мађарски клуб Видеотон.
Дан 21. августа 2016. године, свој први гол у победи Видеотона од 5 : 1 над Дебреценом у сезони [[Прва лига Мађарске у фудбалу 2016/17.|2016/17.]. Ланг је погодио у 23. минуту и успео је да понови свој подвиг још једним голом на истом мечу у 56. минуту.

### Дижон
Ланг је потписао уговор са Дижоном у септембру 2016. године, његово потписивање је регистровано неколико минута пре краја трансферног рока.
Дана 20. септембра 2016. одиграо је свој први меч у Лиге 1 на Парку принчева у Паризу, против ПСЖа у сезони 2016З17. У 15. минуту постигао је аутогол и меч је завршен поразом Дижона резултатом 3 : 0.

### Клуж
Ланг је потписао уговор са румунским клубом ФК Клуж 4. јула 2018.

### Оминиа
Ланг се 27. јуна 2019. придружио кипарском клубу Омонија на трогодишњи уговор. За ове три године освојио је титулу шампиона кипарске лиге, кипарски Куп и Суперкуп. Такође је помогао Омонији да се квалификује и играо је у групној фази Лиге Европе 2020/21. и Лиге конференција Европе 2021/22, прва два пута када је клуб прошао у групну фазу европског такмичења.
У јануару 2022. продужио је уговор до лета 2025. године, и изразио своје задовољство боравком у Омонији. 17. априла 2022. одиграо је 100. утакмицу за клуб, у победи на домаћем терену од 1 : 0 против Етникос Ахне у кипарској првој лиги.

## Репрезентација
Дана 22. маја 2014, Ланг је одиграо свој први меч за репрезентацију Мађарске против Данске у пријатељској утакмици, 2 : 2, на стадиону Нађерде у Дебрецину.
Ланг је изабран за селекцију Мађарске да учествује на Европском првенству 2016. године.
Дана 14. јуна 2016, Ланг је играо у првој утакмици у групи у победи над Аустријом резултатом 2 : 0 на утакмици Групе Ф УЕФА Еура 2016. у Бордоу, Француска. Три дана касније, 18. јуна 2016. године, играно је нерешено 1 : 1 против Исланда на Стаде Велодрому у Марсеју. Такође је играо у последњој утакмици групе у ремију 3 : 3 против Португалије на Олимпијском парку Лион, Лион, 22. јуна 2016. године.
Дана 1. јуна 2021., Ланг је био укључен у коначну екипу од 26 играча који су представљали Мађарску на поново заказаном УЕФА Еуро 2020 турниру.